# 石板沙水道

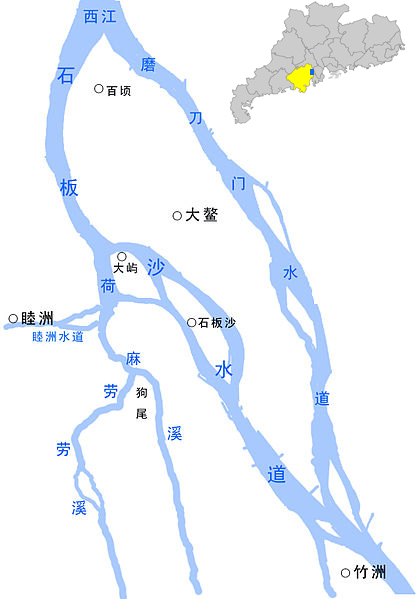
石板沙水道及其附近水系图。

石板沙水道位于中华人民共和国广东省江门市新会区境内，是西江干流入海水道的一条支流水道，也是新会区大鳌镇和睦洲镇之间的界河。水道北起大鳌的百顷头，向南流至大屿头，右侧分流出荷麻溪，石板沙水道则转向东南，经睦洲镇石板沙岛，至大鳌尾与磨刀门水道回合，入磨刀门出海。水道全长22千米，平均宽450米，平均比降0.045‰。